# Mel·livorins
Els mel·livorins (Mellivorinae) són una subfamília de carnívors de la família dels mustèlids. Aquest grup probablement sorgí a Euràsia i divergí dels mustelins abans del Miocè superior. Tanmateix, el seu únic representant vivent, el ratel (Mellivora capensis), té una distribució que abasta gran part d'Àfrica, a més de la península Aràbiga, el subcontinent indi i parts de l'Àsia central.